# 田中雪子
田中 雪子（たなか ゆきこ、1968年10月13日 - ）は、日本の女性バックコーラスシンガー、ゴスペルディレクター、ヴォイストレーナー。ゴスペルサークルGospel Chronicle主宰。ニックネームはゆっきー。神奈川県平塚市出身。様々なアーティストのレコーディングやライヴツアーにて、コーラスアレンジやバッキングヴォーカルなどを担当している。

## 来歴・人物
神奈川県立大磯高等学校卒業後、当時通っていたダンススタジオのオーディションに合格しダンサーとなる。その後、独学で歌の勉強をはじめ、洋楽、ブラックミュージックやゴスペルの世界へ傾倒する。英語が好きだったこともあり、21歳より短期で何度もアメリカを行き来し、ヴォイストレーニングを受けたのち、1993年よりスタジオシンガーとしての活動を開始。
24歳のときにオーディションに合格し、松任谷由実の全国ツアーに参加（1994年〜1998年）。以来、福山雅治、倖田來未、桑田佳祐など有名アーティストのアルバムやツアーをサポートしている。
海外ミュージシャンとの親交を通し本場のゴスペルに触れるようになり、のちにクリスチャンとなる。スタジオシンガーとしてメジャーアーティストを支える一方、ゴスペルディレクターとしてゴスペルサークルを主宰・指導、ポップス、R&Bなどのヴォーカリストの育成などを手がける。
ロックバンド「ONE OK ROCK」が、17 - 19歳の男女1,000人と共演した「ONE OK ROCK 18祭（フェス）～1000人の奇跡 We are～」（2017年1月にNHKにて放送）で、オーディションを通過した参加者たちのコーラスアレンジと指導を担当し、その放送から今現在でも18祭のコーラスアレンジを担当している。
YOASOBIの楽曲HEART BEATではコーラスアレンジを担当している。